# 北九州シティオペラ
特定非営利活動法人 北九州シティオペラ（きたきゅうしゅうシティオペラ）は、北九州市を拠点とした西日本地域全域（沖縄も含む）で、オペラを中心に音楽活動事業を実施する団体である。
次世代を担う若手音楽家の育成と、オペラを通じて地域の音楽文化の振興に寄与する事を目的とする。

## 事業
海外交流を含む本格オペラの公演の実施と、2年に1度のオペラ本格公演と隔年毎の演奏会形式でのオペラ公演を行う。
随時ガラコンサートや新春コンサートなどを1年に一度開催する。
1. オペラ公演及び音楽会の開催
2. 青少年に対する音楽の普及
3. 若手オペラ歌手及びスタッフの養成
4. オペラに関する研究会の開催
5. オペラ等を通しての国際交流
6. オペラ等を通して市民と共に地域の音楽文化の風土造りを目指す事業
7. その他音楽芸術の普及向上を図る事業

## 北九州シティーオペラの歩み
- 1990年 北九州音楽協会オペラ研究会として発足。
- 1993年 旗揚げ公演「第一回北九州市民オペラ」としてオペラ《仮面舞踏会》を上演。
- 2013年 イタリアの月刊紙「L’opera」に掲載された。
- トリエステ・ヴェルディ歌劇場（イタリア語版）友好協定更新 (2019 - 2022)
- モンティカティーニ 国際声楽コンクール受賞

## 公演
- 2018年9月29 オペラ《ランメルモールのルチア 》公演。
  - オペラ 《椿姫》 全3幕 演奏会形式 原語上演、場所 小倉市民会館、オペラハイライトガラコンサート、場所 響ホール
- 1995年 オペラ 《ドン・カルロ 》全4幕 原語上演、場所 九州厚生年金会館、指揮 セルジョ・オリーヴァ、ゲスト ニコラ・ギュゼレフ （バス）、オペラ 《コジ・ファン・トゥッテ 》原語上演、場所 響ホール
- 1997年 広島市民オペラ 共同制作《椿姫》、場所 広島アステホール
- オペラ《椿姫》 全3幕 原語上演、場所 九州厚生年金会館、ゲスト アンナリタ・エスポジト （ソプラノ）、九州交響楽団 定期演奏会
- オペラの夕べ、場所 響ホール、佐賀文化会館、指揮 ニコレッタ・コンティ
- 1999年 熊本オペラ《アイーダ》 全4幕 原語上演、場所 グランメッセ・熊本
- 北九州シティオペラ《アイーダ》 全4幕 原語上演、場所 九州厚生年金会館、指揮 ピエール・ジョルジョ・モランディ、演出 イタロ・ヌンツィアータ、ゲスト バルバラ・デ・マイオ （ソプラノ）スザンナ・アンセルミ （メゾソプラノ）他
- 2001年 オペラ《ナブッコ 》全4幕 原語上演、場所 九州厚生年金会館、指揮 ピエール・ジョルジョ・モランディ、ゲスト アンナ・ヴェルタッラ （ソプラノ）他
- 2003年 オペラ《トスカ 》 全3幕 原語上演、場所 九州厚生年金会館、指揮 ピエール・ジョルジョ・モランディ、演出 アルフレード・コルノ、ゲスト フィオレッラ・プランディーニ （ソプラノ）
- 九州交響楽団 定期演奏会、場所 北九州芸術劇場 大ホール、荒尾総合文化センター、指揮 ダニエーレ・アジマン
- 国民文化祭オペラ部門、オペラ《仮面舞踏会 》 全3幕 原語上演、場所 北九州芸術劇場、指揮 ピエール・ジョルジョ・モランディ
- オペラ《カヴァレリア・ルスティカーナ》 全1幕 原語上演、場所 北九州芸術劇場 大ホール
- 2007年 ドリーム・オペラ・ガラコンサート、場所 九州厚生年金会館、指揮 ダニエーレ・アジマン
- 2008年 プッチーニ・オペラハイライト、場所 ウェル戸畑 大ホール、指揮 粟田哲海、演出 井原広樹
- オペラ《リゴレット 》、場所 九州厚生年金会館、指揮 ダニエーレ・アジマン、演出 久住秀典、ゲスト ミンマ・ブリガンティ （ソプラノ）
- 2009年 オペラハイライト ドニゼッティの生涯、場所 ウェル戸畑 大ホール、指揮 奥村哲也、演出 井原広樹
- 2010年 ニューイヤーオペラガラコンサート、場所 北九州芸術劇場、ピアノ レオナルド・マルツァガリア
- オペラ《椿姫》 全3幕 原語上演、場所 北九州芸術劇場、指揮 ダニエーレ・アジマン、場所 コスメイト行橋文化センター 指揮 奥村哲也、演出 井原広樹
- 2013年 平成25度 北九州市民文化賞 受賞（団体の部）、オペラ《アイーダ》、場所 北九州ソレイユホール、指揮 ダニエーレ・アジマン、演出 井原広樹
- 2014年 夏休み親子で楽しむオペラコンサート、北九州市民文化賞 受賞記念、ピアノ ダミアーノ・カリッソーニ、場所 響ホール
- ふくおか県民文化祭 2014年協賛事業、オペラ《蝶々夫人 》、場所 北九州芸術劇場 大ホール、指揮 ダニエーレ・アジマン、演出 井原広樹
- 2015年 オペラガラコンサート、ピアノ ダミアーノ・カリッソーニ、場所 響ホール
- イタリア公演、オペラ《蝶々夫人 》、場所 ポリテアーマ・グレコ歌劇場 （レッチェ市）、ヴェルディ歌劇場 （ブリンディジ市）、指揮 ダニエーレ・アジマン、演出 井原広樹

- 2016年 日伊国交150周年記念オペラ、オペラ《ジャンニ・スキッキ》 全1幕 原語上演、場所 北九州ソレイユホール、指揮 フランチェスコ・レッダ、演出 カルロ・アントニオ・デ・ルチア

- オペラ《カヴァレリア・ルスティカーナ 》全1幕 原語上演、場所 北九州ソレイユホール、指揮 フランチェスコ・レッダ、演出 カルロ・アントニオ・デ・ルチア
- 北九州シティオペラ合唱団 コンサート
  - 2000年、ヴェルディ・レクイエム、響ホール
  - 2002年
  - 2004年、北九州芸術劇場 大ホール
  - 2006年、北九州芸術劇場 大ホール
- 子供文化ふれあいフェスタ
  - 日本語上演、オペラ《ヘンゼルとグレーテル》、北九州芸術劇場 大ホール
  - 2005年、日本語上演、オペラ《ヘンゼルとグレーテル》、北九州芸術劇場 大ホール